# Dietista nutricionista
Un nutricionista,  dietista nutricionista, nutriólogo, dietista o dietólogo es un profesional sanitario experto en alimentación, nutrición y dietética.  Se encarga principalmente del diagnóstico nutricional-dietético general y específico,  así como del tratamiento nutricional-dietético de enfermedades, como por ejemplo diabetes, malnutrición, insuficiencia renal, obesidad, enfermedad de Crohn, del tratamiento con nutrición artificial enteral y parenteral en hospitales, o a domicilio, de la prevención de patologías mediante la alimentación, nutrición y dietética, decidir colaborativamente en el tratamiento del paciente oncológico etc., además de adecuar la alimentación, nutrición y dietética de cada persona a cualquier situación fisiológica, como embarazo, lactancia, deporte, etc, y patológica con carácter de primera intención, como facultativo en su área propia de conocimiento, cual es la Nutrición y la Dietética. Así mismo interviene en la gestión de control de calidad y seguridad alimentaria,  el diseño y planificación de menús adaptados a patologías en hospitales, comedores escolares o residencias de ancianos o en la intervención, diseño y desarrollo de actividades y políticas relacionadas con la salud pública. 
Su formación integra conocimientos de química, bioquímica, bromatología, nutrición, terapia nutricional, dietética, dietoterapia, fisiología, fisiopatología, patología, clínica, semiología y técnicas exploratorias para definir un juicio  clínico nosológico, funcional y topográfico, toxicología, microbiología de alimentos, química y bioquímica de alimentos, tecnología de alimentos y un largo etcétera.
Con distinta denominación y estudios en cada país, requiere generalmente de titulación universitaria de cuatro o más años.

## Funciones

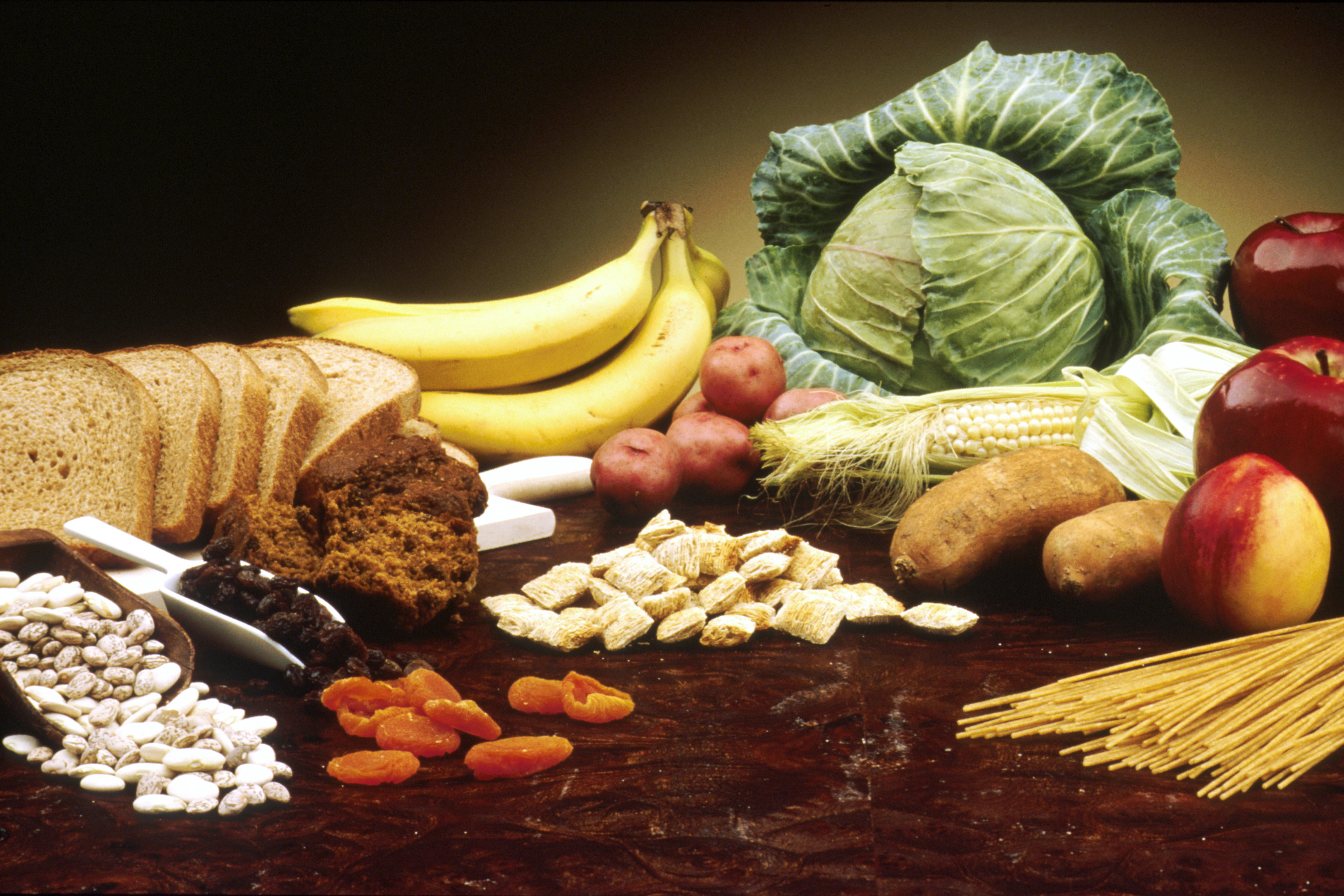
Una buena alimentación es igual a calidad de vida

La figura del Dietista-Nutricionista actúa en los siguientes ámbitos. Con funciones específicas en cada uno de ellos:
1-El Dietista-Nutricionista clínico actúa sobre la alimentación de la persona o grupo de personas sanas o enfermas como facultativo de primera intención, de forma colaborativa  en el equipo de salud, liderándolo, y por derivación interconsulta, teniendo en cuenta las necesidades fisiológicas o patológicas, actitudes personales, características socioeconómicas, y de más aspectos biopsicosociales y clínicos. Realizando de esta forma el  diagnóstico y tratamiento nutricional-dietético de las patologías como por ejemplo diabetes, hipertensión, insuficiencia renal, obesidad, cardiopatías, enfermedad de Crohn, procesos oncológicos, etc. Y la prevención de otras, cuando no se han dado aún, de manera prehabilitativa. Además de realizar diagnósticos propios como facultativo de primera intención  del estado nutricional y de los modificadores dietéticos, intervenir previo diagnóstico nutricional-dietético en las distintas modalidades de soporte nutricional, etc. Todo ello tanto en unidades de hospitalización, como en consultas externas, en atención primaria, en funciones asistenciales y en las unidades hospitalarias de nutrición y dietética clínica. 
2-El Dietista-Nutricionista comunitario o de salud pública (prevención y promoción de la salud) actúa sobre la población en general, desde entidades diversas, desarrollando y participando en programas de políticas alimentarias, de prevención y salud en general, y de educación alimentaria, dentro del marco de la salud pública y la nutrición comunitaria. 
3-El Dietista-Nutricionista en restauración colectiva participa en la gestión y en la organización, y vela por la calidad y la salubridad de los alimentos, previo diagnóstico nutricional y dietético de estos, durante todo el proceso de producción. Forma al personal del servicio de alimentación en materia de seguridad alimentaria, además de planificar menús, adaptándolos a cada patología o estado fisiológico y diagnostica nosológicamente el equilibrio nutricional de la oferta alimentaria. Desarrollando sus actividades en comedores colectivos, empresas de cáterin, residencias de ancianos, hospitales, etc.
4-El Dietista-Nutricionista en la industria diseña nuevos alimentos, genera  la innovación de nuevos productos y en el marketing social relacionado con la alimentación desde escuelas de psicología social neutras. 
5-El Dietista-Nutricionista docente actúa como formador en centros públicos y privados, de todos los niveles, en los que se imparten conocimientos, aplicaciones y prácticas reales,  sobre alimentación, nutrición, dietética, enfocados hacia patología o como motivadores salutogénicos. 
6-El Dietista-Nutricionista investigador está capacitado para  dirigir  en un equipo  de investigación, desarrollo y heurística. Potencia la investigación en el área de la alimentación, la nutrición, la dietética, la patología  y la salutogenia.

## Los profesionales de la Dietética y Nutrición en España
En España existen dos profesionales sanitarios con competencias legales para ejercer en el campo de la dietética y nutrición:
1. El titulado en Formación Profesional "Ciclo Formativo de Grado Superior" (el nombre de sus estudios) o "Técnico Superior en Dietética" (el título obtenido). Se le denomina oficialmente dietistas.
2. El titulado en Formación Universitaria "Grado o diplomatura en Nutrición Humana y Dietética" (el nombre de sus estudios) o "Graduado o Diplomado en Nutrición Humana y Dietética" (el título obtenido). Se le denomina oficialmente dietista-nutricionista.

### 1.Técnico Superior en Dietética
El Ciclo Formativo de Grado Superior en Dietética Técnico Superior se imparte mediante Formación Profesional Superior regulada por la Ley Orgánica General del Sistema Educativo (LOGSE). Cursando estos estudios se otiene el título de "Técnico Superior en Dietética". Este profesional de la rama sanitaria se denomina comúnmente como "Dietista".

##### Formación y requisitos del Dietista
El Dietista de Formación Profesional se forma en las siguientes áreas o módulos formativos:
- Fisiopatología.
- Dietoterapia.
- Alimentación equilibrada.
- Educación sanitaria y promoción de la salud.
- Microbiología e higiene alimentaria.
- Organización y gestión del área de trabajo asignada a la unidad sanitaria o gabinete de dietética.
- Formación en centros de trabajo (prácticas en hospitales, residencias, centros sanitarios y de restauración).
El objetivo de dicha formación es adquirir los conocimientos y capacidades necesarias para elaborar dietas adaptadas a personas sanas y enfermas Así como a colectivos además de controlar la calidad de la alimentación humana. Para ello analiza los comportamientos alimentarios y las necesidades nutricionales de un paciente o de un colectivo. También se encarga de diseñar y aplicar actividades educativas con el objetivo de mejorar los hábitos alimentarios y de salud de la población.
Formación Profesional sistema LOGSE (Dietista):
- Técnico Superior en Dietética (2000 horas: 2 cursos).

### 2.Dietista-Nutricionista
Las personas graduadas en Nutrición Humana y Dietética por la universidad o los anteriormente designados diplomados (formación universitaria anterior al plan Bolonia) en Nutrición Humana y Dietética, obtienen el título de "Diplomados en Nutrición Humana y Dietética" o "Graduados en Nutrición Humana y Dietética" y son denominados oficialmente Dietistas-Nutricionistas. Son llamados también "Nutricionistas" o "Dietistas", utilizando por separado los dos términos, con el fin de abreviar. Al igual que ocurre con otras profesiones, como los Ópticos-optometristas. 
Según la ley de ordenación de profesiones sanitarias y la orden CIN/730/2009 el término "Dietista-Nutricionista" únicamente puede ser empleado por los titulados universitarios que han cursado la carrera universitaria de "Diplomatura en Nutrición Humana y Dietética" o en la actualidad "Graduado en Nutrición Humana y Dietética". De este modo, cualquier otra formación distinta, como un máster universitario en dietética y nutrición, u otros estudios o cursos no reglados, comercializados actualmente, no otorgan el título de "Dietista-Nutricionista" ni el de "Dietista" (a excepción de los Dietistas Técnicos Superiores en Dietética) ni tampoco el de nutricionista. Asimismo, estos cursos, maestrías, carreras universitarias distintas u otras titulaciones, sean las que sean, tampoco habilitan legalmente para desarrollar las competencias propias de la profesión. Tales como el Diagnóstico Nosológico, Topográfico y Funcional, en su Área de Conocimiento -Nutrición Humana y Dietética-,  la Terapéutica Nutricional y Dietética  de patologías, así como su prevención,  etc.
Su campo engloba diversas especialidades, como la nutrición comunitaria, la nutrición clínica o la nutrición hospitalaria. Su labor es muy importante en el tratamiento de diversas patologías. Como diabetes, desnutrición, insuficiencia renal, enfermedad de Crohn, etc.
El intrusismo laboral hacia esta profesión, aunque ilegal, es muy habitual en España.[¿cuántos?] Existe tanto en cuanto a la adopción de su título profesional propio y reservado legalmente para ellos (Muchos se hacen llamar nutricionistas, asesores de nutrición, especialistas en nutrición o determinado profesional especialista en nutrición), como a la invasión de sus tareas legalmente reconocidasy exclusivas. Esto pone en peligro la salud del ciudadano de a pie. Muchas de estas personas sin titulación, utilizan técnicas sin evidencia científica y de dudosa eficacia, englobadas más en el ámbito de las pseudomedicinas o pseudociencias. Como por ejemplo, la nutrición ortomolecular, la naturopatía, la herbodietética o la nutrición alcalina.  Además, aunque no siempre, es frecuente que también se dediquen a la venta de productos llamados "milagro".
La máxima institución que regula, protege y desarrolla la profesión del dietista-nutricionista es el Consejo General de Dietistas-Nutricionistas de España. Además existen otras organizaciones dedicadas a la investigación y desarrollo científico en el campo de la nutrición y dietética, como la Academia Española de Nutrición y Dietética.

##### Formación y requisitos del Dietista-nutricionista
Formación Universitaria actual (Dietista-nutricionista): 
- Graduado en Nutrición Humana y Dietética (240 créditos: 4 cursos).

Formación Universitaria antigua (Dietista-nutricionista):
- Diplomatura en Nutrición Humana y Dietética (3 cursos).

## Los profesionales de la dietética y nutrición por regiones y países

### En Canadá
En Canadá, los términos de 'Dietista' y 'Dietista Registrado' son los títulos profesionales oficiales y protegidos legalmente para la profesión. Para ser dietista se debe obtener dicho título mediante la realización de la carrera universitaria de 4 años de dietista y para ser dietista registrado, además de estar en posesión de dicho título, se deben haber realizado unas prácticas supervisadas durante un periodo de 11 a 12 meses, haber pasado con éxito un examen estatal en materia de nutrición humana y dietética, y después inscribirse en el colegio profesional que corresponda a la provincia en la que se trabaje, siempre habiendo cumplido las normas de ingreso de cada colegio. De esta manera se obtiene una licencia que permite desarrollar la profesión.
Cada provincia cuenta con un colegio profesional independiente (por ejemplo, El Colegio de Dietistas de Ontario) que se encarga de proteger al público y regular la profesión. Estas instituciones están enteramente financiadas por cuotas de dietistas. Cada colegio está facultado para investigar y censurar a miembros de la profesión que incumplan cualquier norma de su ámbito de actuación, que pongan en peligro la salud de un paciente o que cometan alguna negligencia.
En Canadá, al igual que en otros países como EE. UU. o Australia existen especialidades oficiales dentro de la profesión, como por ejemplo:
- Dietista clínico
- Dietista comunitario
- Dietista en restauración colectiva
- Dietista en gerontología
- Dietista de neonatos
- Dietista pediátrico
- Dietista en la industria
- Dietista deportivo
- Dietista investigador
- Dietista docente

La asociación nacional de profesionales en Canadá es "los Dietistas de Canadá".

### En los Estados Unidos
En los Estados Unidos, hay dos profesionales de la nutrición: Los "nutricionistas" o "dietistas registrados" (RD), y los "Dietistas Técnicos" o "Dietistas Técnicos registrados" (DTR). Estos términos son los que están legalmente protegidos y regulados por la Academia de Nutrición y Dietética que registra y confiere las credenciales profesionales. De manera que es un delito, que sean utilizados por personas que no cumplan los requisitos legales explicados a continuación. La Academia también reconoce y certifica ciertas áreas de especialidad, como en Nutrición Gerontológica.
En EE. UU. la ley dice que el título de "Dietista" solo es posible obtenerlo, utilizarlo y trabajar de ello, cuando se han cumplido los siguientes requisitos: Haber realizado con éxito la carrera universitaria de 5 años de dietista, haber cursado 1200 horas de prácticas supervisadas con rotatorios en diferentes especialidades y el haber aprobado el examen de registro. Además, para poder mantener la credencial de "Dietista registrado" se debe realizar y aprobar una formación continuada de al menos 75 horas cada 5 años. Cada estado del país añade a estos requisitos otros que son suyos propios.
Para poder obtener la titulación de "Dietista Técnico" en Estados Unidos se requiere el conseguir un título de dietista técnico mediante una formación específica, cursar 450 horas de prácticas supervisadas en su área de trabajo y aprobar un examen estatal. En el país, los Dietistas técnicos pueden ejercer la profesión de forma autónoma, excepto para trabajar en el ámbito clínico de la profesión, donde necesitan estar supervisados por un "Dietista registrado".
En los Estados Unidos el "cuerpo gobernante" de la práctica Dietética es la Academia de Nutrición y Dietética (anteriormente la ADA). Este grupo está formado por aproximadamente 72.000 miembros en todo el país que se apoyan mutuamente y desarrollan todo lo concerniente a su profesión.

### En México
En México, el Licenciado en Nutrición o nutriólogo es el profesional de la salud que con una cédula profesional, puede ejercer su profesión después de estudios de Educación superior con una duración entre 3-4 años y deben incluir prácticas profesionales. El Licenciado en Nutrición puede desempeñar sus actividades en: Nutrición Clínica, Nutrición Comunitaria, Administración de Servicios de Alimentos, Tecnología de los Alimentos, Investigación y Docencia.
El nutriólogo es un profesional de la salud experto en la ciencia de los alimentos y en la nutrición y su tarea es influir sobre la elección de los alimentos y por ende, sobre el estado de salud de los individuos y de la población. En su campo de acción, el nutriólogo clínico atiende pacientes con trastornos que involucran alteraciones genéticas y alimenticias como diabetes, enfermedades cardiovasculares, hipertensión arterial, obesidad, hipercolesterolemia familiar, entre otras, por lo que es indispensable que el experto en nutrición se mantenga a la vanguardia en el conocimiento de la acción de los genes con la alimentación como factores de riesgo de aparición de enfermedades con la finalidad de buscar las formas más adecuadas de intervención y procurar la salud del individuo.
El equivalente a un registered dietitian nutritionist (RDN) en Estados Unidos, es un Nutriólogo Certificado (NC) en México. Esta certificación es otorgada por el Colegio Mexicano de Nutriólogos, una asociación civil cuya principal misión es promover la calidad en el ejercicio de la Nutriología en México a través del trabajo colegiado y la certificación y recertificación de los Licenciados en Nutrición.

### En el Reino Unido
En el Reino Unido, el término profesional protegido por ley es el de "dietista". Estos deben estar registrados en el Consejo de Profesiones de la Salud (HPC) para poder trabajar en el Servicio Nacional de Salud. Los requisitos de educación para la obtención de dicho título, incluyen terminar con éxito la licenciatura en dietética o un título de postgrado aprobados por el HPC.  En este país, al contrario de lo que sucede en otros como España, el término nutricionista no está protegido por ley. Por lo que las personas que no obtienen la titulación oficial de dietista, utilizan en su lugar la denominación de nutricionista y se dedican frecuentemente al ejercicio de las terapias alternativas relacionadas con el ámbito de la alimentación.